# Krepšinio Klubas Aisčiai Kaunas
Il K.K. Aisčiai Kaunas è stata una società cestistica avente sede nella città di Kaunas, in Lituania. Fondata nel 1991 nel corso della sua storia ha cambiato varie denominazioni, fino alla fusione, nel Baltai Kaunas. Giocava nel campionato lituano.
Disputava le partite interne nella Kaunas Sports Hall, che ha una capacità di 5.000 spettatori.